# Classe Chasseur 41
La classe Chasseur 41 est le nom donné à un groupe de navires de lutte anti-sous-marine dit chasseur de sous-marin mis en chantier en 1938.

## Histoire
Ce programme suit la construction de la classe Chasseur 5 à coque en acier. Celle-ci sera de nouveau en coque bois.
Huit unités étaient prévues mais trois seulement seront opérationnelles au moment de l'armistice, en juin 1940. Réfugiés en Grande Bretagne après l'évacuation de Dunkerque ils seront saisis par la Royal Navy le 3 juillet 1940. Ils seront rapidement restitués aux Forces navales françaises libres (FNFL) où ils feront une carrière honorable. Les chasseurs 41 et 43 participeront au raid sur Dieppe, le 19 août 1942.
Les autres bâtiments seront terminés par les Allemands et serviront sous le pavillon de la Kriegsmarine.

## Les unités
| Nom         | Chantier                     | Lancement         | Service        | Royal Navy           | FNFL                             | Fin de carrière        |
| ----------- | ---------------------------- | ----------------- | -------------- | -------------------- | -------------------------------- | ---------------------- |
| Chasseur 41 | Chantier de Normandie Fécamp | 1er mai 1939      | 1940           | 3 juillet 1940 Saisi | 9 septembre 1940 Audierne (Q041) | démoli en juin 1952    |
| Chasseur 42 | Chantier de Normandie Fécamp | 18 septembre 1939 | 1940           | 3 juillet 1940 Saisi | 9 septembre 1940 Larmor (Q042)   | démoli en 1949         |
| Chasseur 43 | Chantier de Normandie Fécamp | 23 mars 1940      | 1940           | 3 juillet 1940 Saisi | 9 septembre 1940 Lavandou (Q043) | démoli en janvier 1950 |
| Chasseur 44 | Chantier de Normandie Fécamp | 10 juin 1940      | janvier 1942   |                      |                                  | RA 1 Kriegsmarine      |
| Chasseur 45 | Chantier de Normandie Fécamp | 10 juin 1940      | mars 1942      |                      |                                  | RA 2 Kriegsmarine      |
| Chasseur 46 | Chantier de Normandie Fécamp | 24 octobre 1942   | août 1943      |                      |                                  | RA 6 Kriegsmarine      |
| Chasseur 47 | Chantier de Normandie Fécamp | 1943              | septembre 1943 |                      |                                  | RA 7 Kriegsmarine      |
| Chasseur 48 | Chantier de Normandie Fécamp | 8 juillet 1943    | octobre 1943   |                      |                                  | RA 8 Kriegsmarine      |